# Продуктивність праці у видобуванні нафти і газу
Продукти́вність пра́ці у видобува́нні на́фти і га́зу (англ. labour productivity in oil and gas recovery (production); нім. Arbeitsproduktivität f bei der Erdöl- und Erdgasförderung) — показник, що характеризує ступінь результативності праці, ефективність доцільної діяльності людей при розробці родовищ нафти і газу. Продуктивність праці характеризується виробітком чи трудомісткістю, які застосовуються на нафто- та газовидобувних підприємствах. Як показники оцінки рівня та динаміки продуктивності праці на нафто- та газовидобувних підприємствах (організаціях) використовуються:
- виробіток валової продукції у вартісному виразі на одного працівника промислово-виробничого персоналу Р = S/L, де S — валова продукція нафто- чи газовидобувного управління, нарахована в єдиних оптових цінах, грн.; L — середньооблікова чисельність промислово-виробничого персоналу;
- виробіток продукції в натуральному виразі P′ = Q/L, де Q — обсяг видобутку нафти і конденсату (в тоннах) чи природного і нафтового газу 1000 м3.
- трудомісткість (питомі витрати праці) обслуговування свердловин q = L/N, де N — число свердловин діючого фонду. Показник трудомісткості обслуговування свердловин у планових та аналітичних розрахунках розглядається як сума трьох елементів:

q = q1 + q2 + q3,
де q1 — трудомісткість основного виробництва, люд./свердл.;
q2 — трудомісткість допоміжного виробництва, люд./свердл.;
q3 — трудомісткість управління виробництвом, люд./свердл.
Відповідно q1, q2, q3 розраховуються за формулами:
q1 = L1/N; q2 = L2/N; q3 = L3/N,
де L1, L2, L3 — відповідно середньооблікова чисельність промислово-виробничого персоналу основного та допоміжного виробництва, управління підприємства.
Оскільки абсолютний розмір виробітку продукції у вартісному чи натуральному виразі визначається гірничо-геологічними факторами, а результати виробничої діяльності колективу підприємства виявляють малий вплив на них, то для оцінки впливу на продуктивність праці заходів з удосконалення організації праці, виробництва та управління слід користу-ватися показником трудомісткості обслуговування свердловин. Рівень трудових витрат, які припадають на одну свердловину діючого фонду, визначає ступінь удосконалення організації праці, виробництва та управління у нафто- і газовидобувному управлінні і може бути використаний у планових та аналітичних розрахунках для визначення економії робочого часу за факторами: підвищення технічного рівня виробництва; збільшення рівня організації виробництва і праці; зміна обсягу виробництва та ін.
Крім названих показників, залежно від мети проведення економічних розрахунків для оцінки продуктивності праці, можуть використовуватися також показники: а) товарна чи валова продукція в єдиних оптових цінах у розрахунку на одного працівника основного виробництва, на одного працівника промислово-виробничої групи, на одного працівника основного виробництва; б) питома чисельність працівників за один свердловино-місяць, який обліковується; в) валовий видобуток нафти і газу в тоннах (1000 м³) на одного працівника промислово-виробничої групи; на одного працівника основного виробництва та ін.